# Eucalyptus acmenoides
Eucalyptus acmenoides är en myrtenväxtart som beskrevs av Johannes Conrad Schauer. Eucalyptus acmenoides ingår i släktet Eucalyptus och familjen myrtenväxter. Inga underarter finns listade i Catalogue of Life.

## Bildgalleri

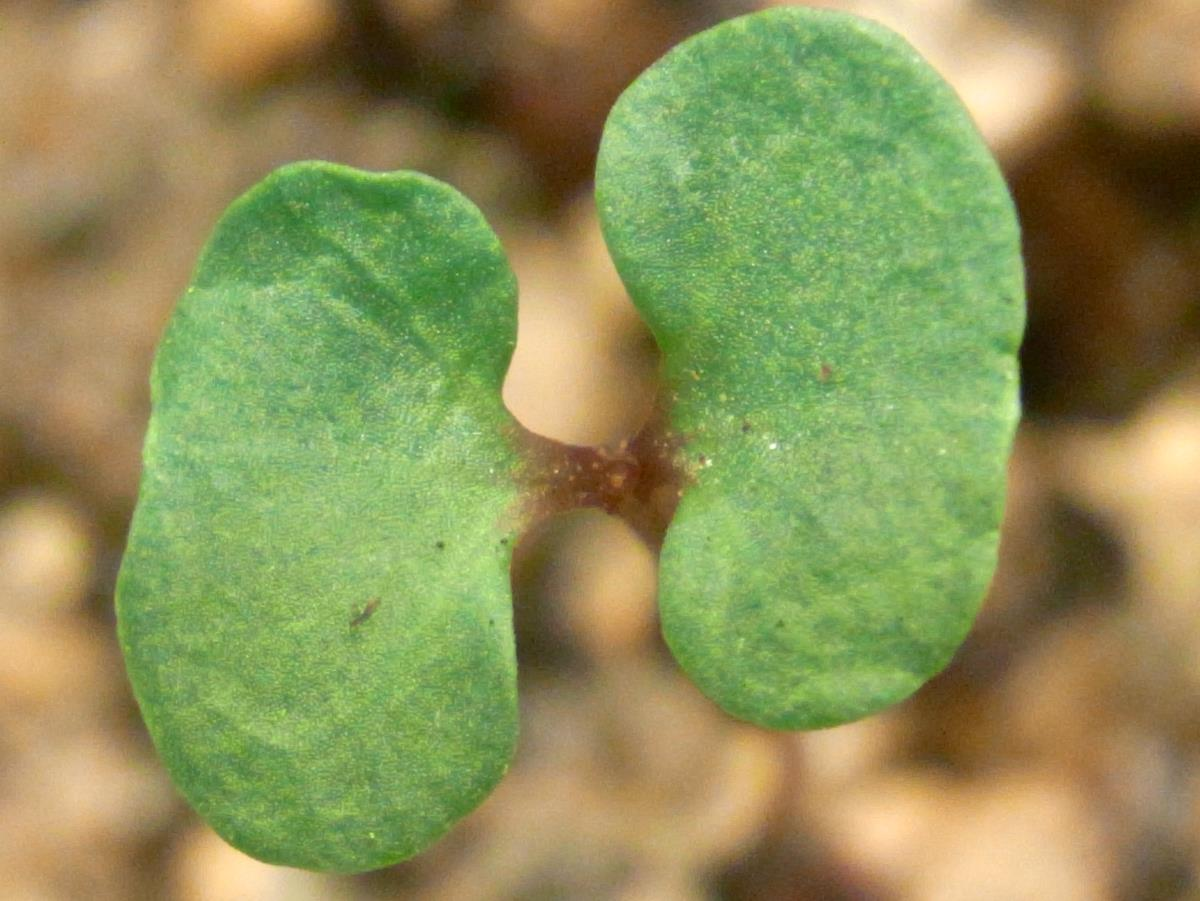
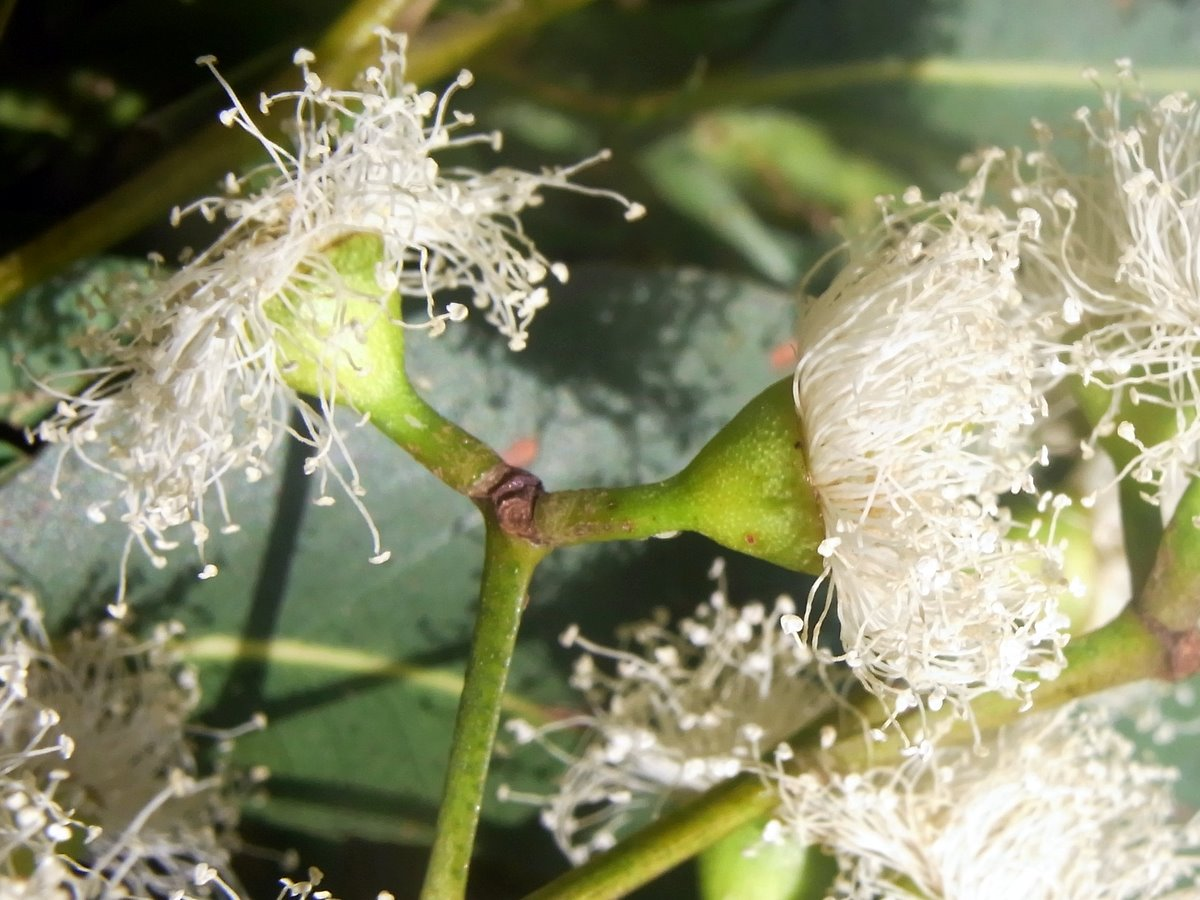
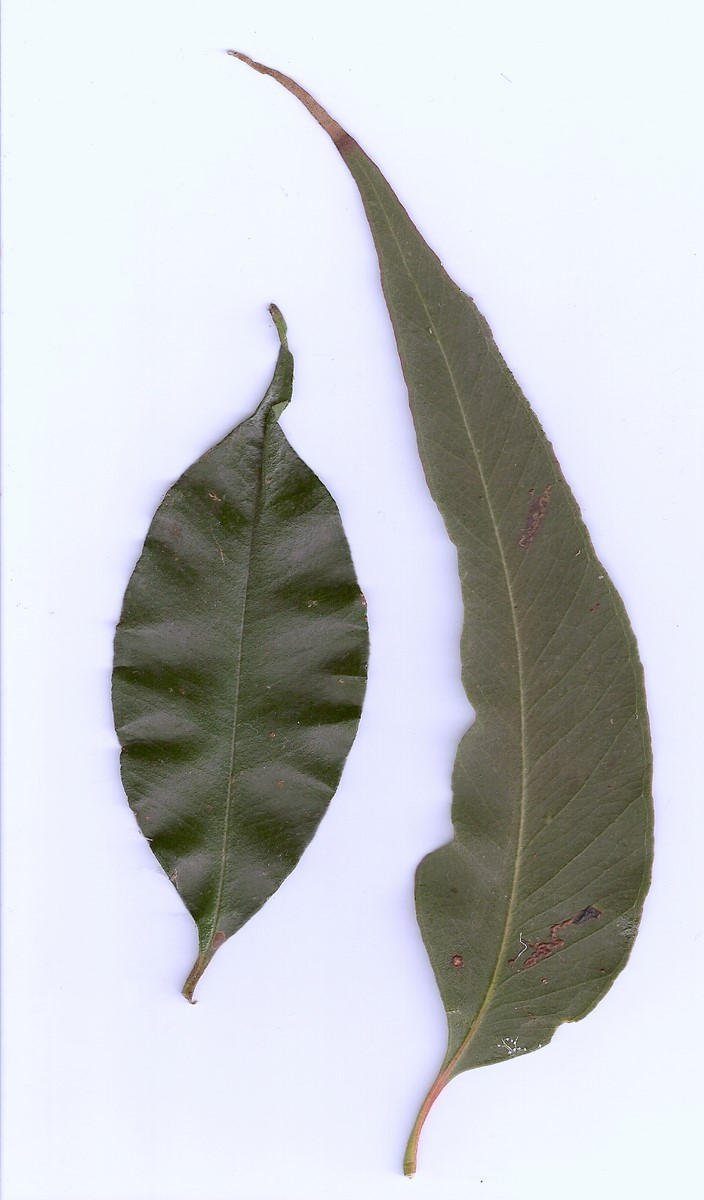